# Wenceslau Dutrem i Domínguez
Wenceslau Dutrem i Domínguez (Barcelona, 1 de juny de 1909 - ib., 12 de gener de 1979) va ser un metge, farmacèutic i exiliat català, inspector municipal de Sanitat, militant de les JEREC conegut per ser metge al bàndol republicà. Ajudo a va crear el primer servei de transfusió sanguínia del món a Barcelona el 1936 i va ser el doctor de capçalera de Lev Trotski.

## Biografia

### Infancia
Wenceslao Tomás Dutrem i Domínguez va néixer a la Ronda de Sant Pau, 47, al barri barceloní de l’Eixample, l’1 de juny de 1909. Era fill del químic-farmacèutic Wenceslau Dutrem Solanich (1877-1957), anarquista de ideologia republicana, conegut per tenir una farmàcia al número 50 del carrer de Sant Pere Més Alt, on es fabricava l’Erotyl, un precedent de la Viagra, molt popular en el seu temps, i de la seva mare Àngela Domínguez Ortelli (1881-1970), descendent de Carlo Ortelli Dotti dels primers immigrants italians que van portar els soldadets de plom a Espanya. Tenia dos germans: Elíseo Dutrem, el segon més gran, que va ser farmacèutic i advocat, i Marta Dutrem, la més petita, també advocada.
Vida a Catalunya
A començaments del 1910, Wenceslao es trasllada amb la seva família a la Vall d'Aran, concretament al poble de Lés, a causa de la persecució política que patia el seu pare a Barcelona. És aquí on neixen el seu germà Elíseo, l’any 1911, i la seva germana Marta, l’any 1914.
L’any 1919, la família Dutrem es trasllada a Castellbell i el Vilar, lloc on el seu pare exerciria com a químic farmacèutic fins al 1922.
Aquell mateix any, Wenceslao torna a Barcelona per cursar l’ESO. Posteriorment estudia les carreres de Farmàcia i Medicina a la Universitat de Barcelona, llicenciant-se el 1929 en farmàcia i el 1930 en medicina. Es va especialitzar en patologia interna, sent alumne del doctor Agustí Pedro Pons a l’Hospital Clínic de Barcelona.

### Vida a Catalunya
A inicis de la Primera Guerra Mundial, els seus pares decideixen traslladar-se a un lloc més remot. Arriben a Lleida el 1911 on neix el seu germà Eliseu el mateix any i la seva germana Marta tres anys després. El seu pare Wenceslau els ensenya idiomes, cultura, història, literatura i més.
Anys després torna a Barcelona i estudia les carreres de Farmàcia i Medicina a la Universitat de Barcelona, llicenciant-se el 1922 en farmàcia i en medicina el 1930. Va fer l'especialitat de patologia interna amb el doctor Agustín Pedro i Pons a l'Hospital Clínic de Barcelona. Fou inspector municipal de Sanitat i director del Dispensari Municipal de Moncada i Reixac. Militant de les JEREC al Casal Gracienc Nacionalista Republicà d'Esquerra.

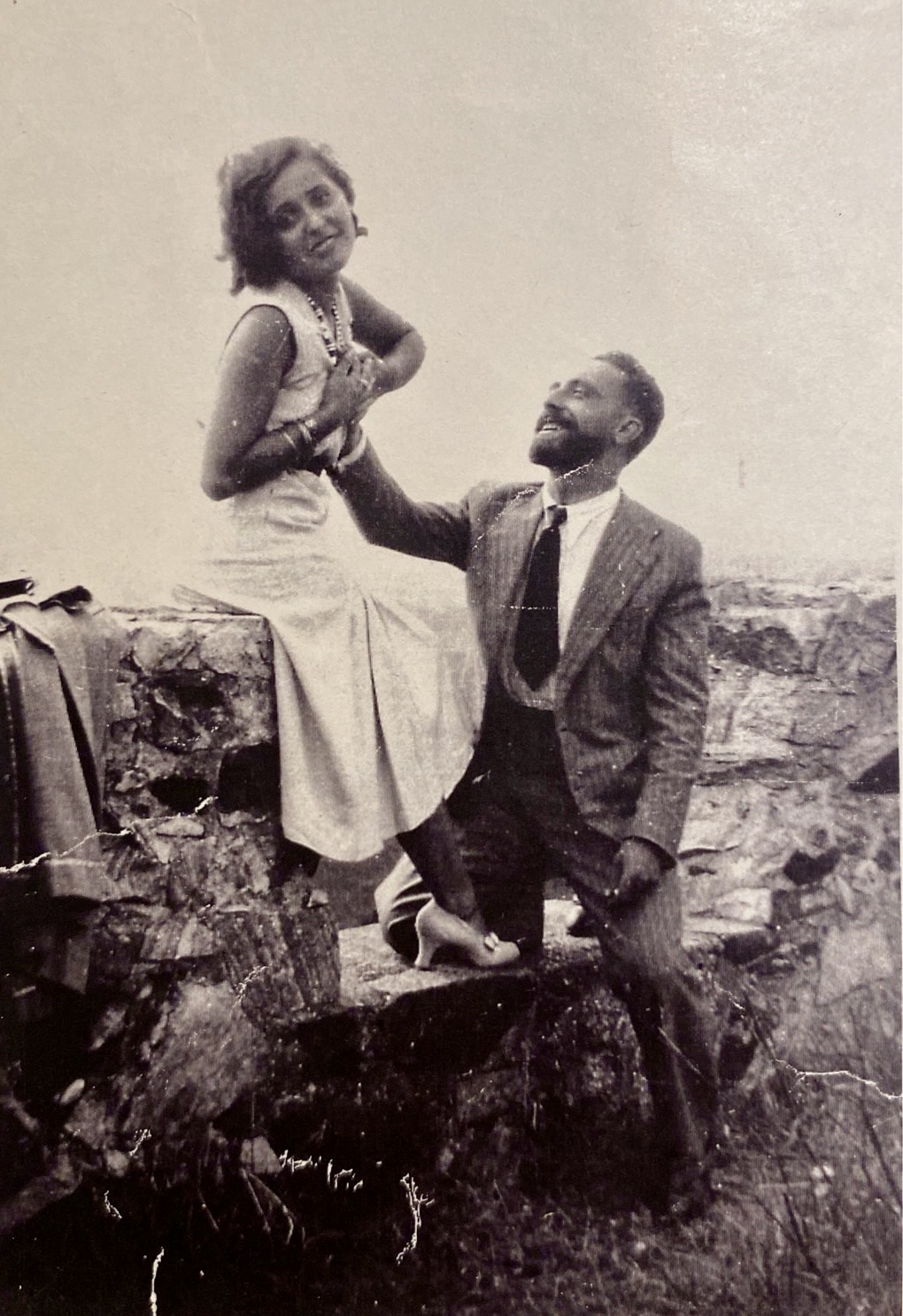
Wenceslau Dutrem i la seva germana Marta Dutrem, març de 1932

Wenceslau tenia un consultori a La Pedrera (Casa Milà), una altra al Poble Nou i un darrer consultori en un lloc indeterminat a la mateixa ciutat de Barcelona, on a la tarda visitava gratis els pobres i els proporcionava els medicaments que podia treure de la consulta de la gent adinerada que visitava als matins a la Pedrera.

## Guerra Civil i exili
Durant la Guerra Civil Espanyola va simpatitzar amb el PSUC i va ser enviat al front d'Aragó, on va col·laborar amb Frederic Durán-Jordà en la creació del Servei de Transfusions de Sang per al front. El 1937 va abandonar el territori espanyol i va passar clandestinament a França esquiant pels Pirineus, acompanyat de la seva dona, que va patir un avortament espontani abans d'arribar a França.

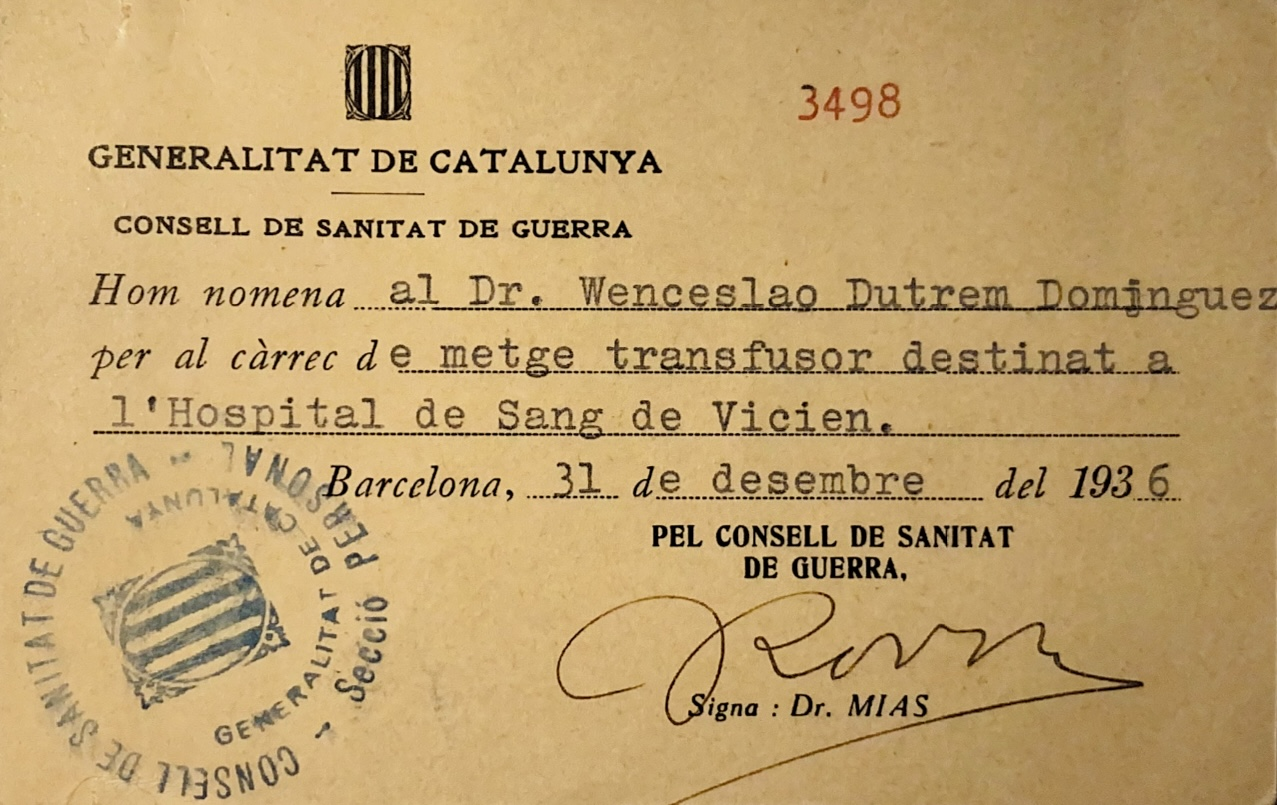
Consell de Sanitat de Guerra, Generalitat de Catalunya, Desembre del 1936

Ja a París Wenceslau va estudiar malalties tropicals a la Universitat de París on obté un diploma en “malariologia”.
El 19 d'octubre del 1938, amb el seu pare i germans, va embarcar cap a Mèxic on arrela i es converteix en un promotor de la cultura catalana de l'exili.

## Arribada a Mèxic

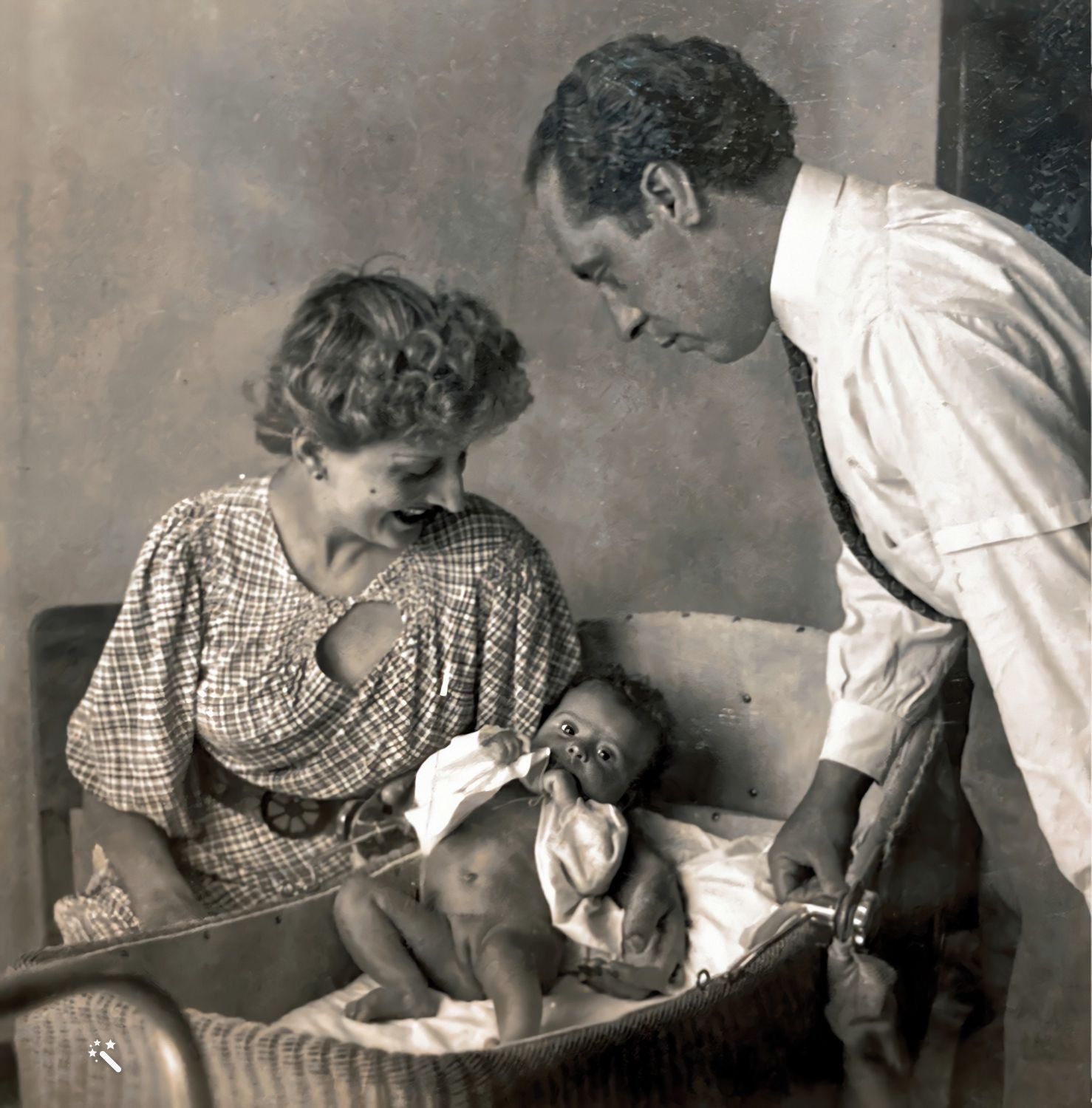
Wenceslau amb la seva dona Maria Teresa, la seva filla Manuela, Mèxic, 1941

Va arribar a Veracruz l'11 de novembre de 1938 a bord del Flandes, i es va traslladar a Ciutat de Mèxic, on va treballar com a professor de patologia a l'Escola de Medicina Rural de l'Institut Politècnic Nacional. Simultàniament, la família (Wenceslao, Eliseu i Marta) van fundar els Laboratoris Farbar SA per a la investigació biomèdica sobre l'al·lèrgia.

### Vida a Mèxic
Va ser membre de la Mutual dels Metges de Catalunya i Balears i un dels principals impulsors de la Borsa del Metge Català a Mèxic, tot i que no va acceptar la presidència. El 1940 també va atendre el seu llit de mort Lev Trotski.
Entre els anys 1940 i 1953 va ser professor de Patologia a l’Escola de Medicina Rural de l'Instituto Politécnico Nacional. Va publicar treballs d’investigació sobre antibiòtics i vitamines.
Wenceslau va tenir dues filles amb la seva dona Maria Teresa Sitjes Carrascal, totes dues van néixer a l'exili, Manuela Dutrem el 1941 i Maria Teresa Dutrem el 1944.

## Mort
L'any 1979, Dutrem mor a Barcelona a la Clínica Plató, estava de "vacances", va caure i es va trencar el fèmur, durant l'operació es va morir.
Les seves cendres descansen a Mèxic, per haver-ho desitjat expressament d'aquesta manera.